# Partido Nacional Democrático
De Partido Nacional Democrático (Nederlands: Nationaal-Democratische Partij, PND) was de benaming van de Chileense communistische partij zoals de partij van 1937 tot 1938 geregistreerd stond bij de kiescommissie.
De reden tot de naamswijziging was de introductie van de Wet op de Staatsveiligheid die in 1937 door het Nationaal Congres van Chili was aangenomen. Volgens president Arturo Alessandri vormden sommige niet met name genoemde partijen en revolutionaire groeperingen een gevaar voor de staatsveiligheid. Het partijbestuur van de Partido Comunista (PCCh), bang dat het op grond van de nieuwe wet zou worden verboden, besloot in allerijl de partijnaam te veranderen en voortaan door te gaan als de Partido Nacional Democrático (PND).
Met de verkiezing van de centrumlinkse Pedro Aguirre Cerda als president, werd de wet in 1938 weer ingetrokken en hernamen de communisten hun oude partijnaam.

## Verkiezingsuitslagen
| Jaar | Aantal afgevaardigden (totaal aantal zetels tussen haakjes) | Aantal senatoren (totaal aantal zetels tussen haakjes) |
| ---- | ----------------------------------------------------------- | ------------------------------------------------------ |
| 1952 | 6 (146)                                                     | 1 (45)                                                 |